# Club Gimnàstic de Tarragona
El Club Gimnàstic de Tarragona, conegut popularment com a Nàstic de Tarragona o simplement Nàstic, és un club poliesportiu català de la ciutat de Tarragona que, a més d'equips de futbol, compta amb vuit disciplines esportives més. Aquestes disciplines s'estructuren com a seccions esportives dins l'organigrama del club. Exceptuant el futbol, la resta de les seccions tenen un caràcter social i amateur. Fundat l'any 1886, és considerat l'entitat poliesportiva més antiga de l'Estat Espanyol. El primer equip de futbol juga, actualment, a la Primera Divisió RFEF. L'1 d'octubre de 2019 el Club Gimnàstic i les seves seccions tenen aproximadament uns 850 socis i l'equip de futbol supera els 5.500 abonats.

## Història
El Nàstic va ser fundat per Tomás Martí el 1886 per fomentar la pràctica de la gimnàstica a Tarragona i fins a l'any 1914 no va tenir secció de futbol en absorbir un club anomenat Olímpic. L'any 1922 va inaugurar el camp de l'avinguda de Catalunya. L'1 de febrer de 1972 es va inaugurar el seu camp actual, el Nou Estadi, amb un amistós contra el FC Barcelona. Ha militat quatre temporades a la Primera Divisió de la lliga espanyola de futbol. Tres temporades entre 1947 i 1950 i la temporada 2006-2007. El març de 2022 es va canviar el nom de l'estadi pel de "Nou Estadi Costa Daurada".
El Juliol de l'any 2002 es va iniciar el procés de constitució en SAD de la secció de futbol. Quatre mesos més tard la secció de futbol ja era formalment una entitat independent del Club. Va ser anomenada, Gimnàstic de Tarragona, SAD. El primer president de la societat anònima esportiva va ser Josep Mª Andreu. En l'actualitat conviuen compartint instal·lacions, treballadors i bona part dels patrocinadors ambdues entitats, el Club Gimnàstic de Tarragona i el Gimnàstic de Tarragona SAD. El 2006, coincidint amb el seu ascens a Primera, li fou concedida la Creu de Sant Jordi pel Govern de la Generalitat de Catalunya.

### Els inicis
El primer de març de l'any 1886, un grup de joves es reunia al Cafè del Centre, al número 56 de la Rambla Nova, i formalitzava un club esportiu per tal de practicar gimnàstica. Eren les bases del que després seria el Club Gimnàstic. Sota el nom de Club Gimnasio naixia un club elitista integrat només per quinze socis que pertanyien a la classe mitjana-alta de la ciutat. Al club Gimnasio s'hi practicaven tota mena d'esports, des de l'esgrima a l'excursionisme, passant per la boxa o el ciclisme. La pràctica del futbol, però, no arribaria fins anys més tard.
El 1914 un grup de socis del club va decidir tirar endavant la secció de futbol, malgrat que fins al 1917 no va començar a competir. El Nàstic va jugar el primer partit federat del Campionat de Catalunya el gener de 1918 contra el Vilanova. Durant els primers anys de la secció, el Nàstic juga campionats regionals per tota Catalunya, fins que a mitjans de segle, els clubs es reuneixen amb les respectives federacions i demanen la creació d'una competició més llarga amb la qual obtenir majors ingressos per poder fer front a les despeses. Així, la temporada 1928/29 naixia la primera divisió espanyola, integrada per 10 equips que havien disputat alguna final de Copa. La resta estarien repartits per la segona divisió i els campionats regionals.
El Club Gimnàstic no disposava de camp propi, de manera que havia de jugar els seus partits al Camp de les Germanetes, on actualment hi ha el carrer de Sant Antoni Maria i Claret. L'any 1920, el propietari dels terrenys on juga el Gimnàstic posa a la venda el camp de futbol i el club, que no pot fer front al lloguer, decideix comprar 18.000 metres quadrats al proper Camí de l'Àngel. Finalment, l'any 1922, el Nàstic inauguraria el seu propi camp, l'Estadi de l'Avinguda Catalunya, a on jugaria el club durant l'etapa daurada de la dècada dels 40 i la decadència dels anys 50 i 60 fins a la demolició a principi dels anys 70.

## Seccions del club

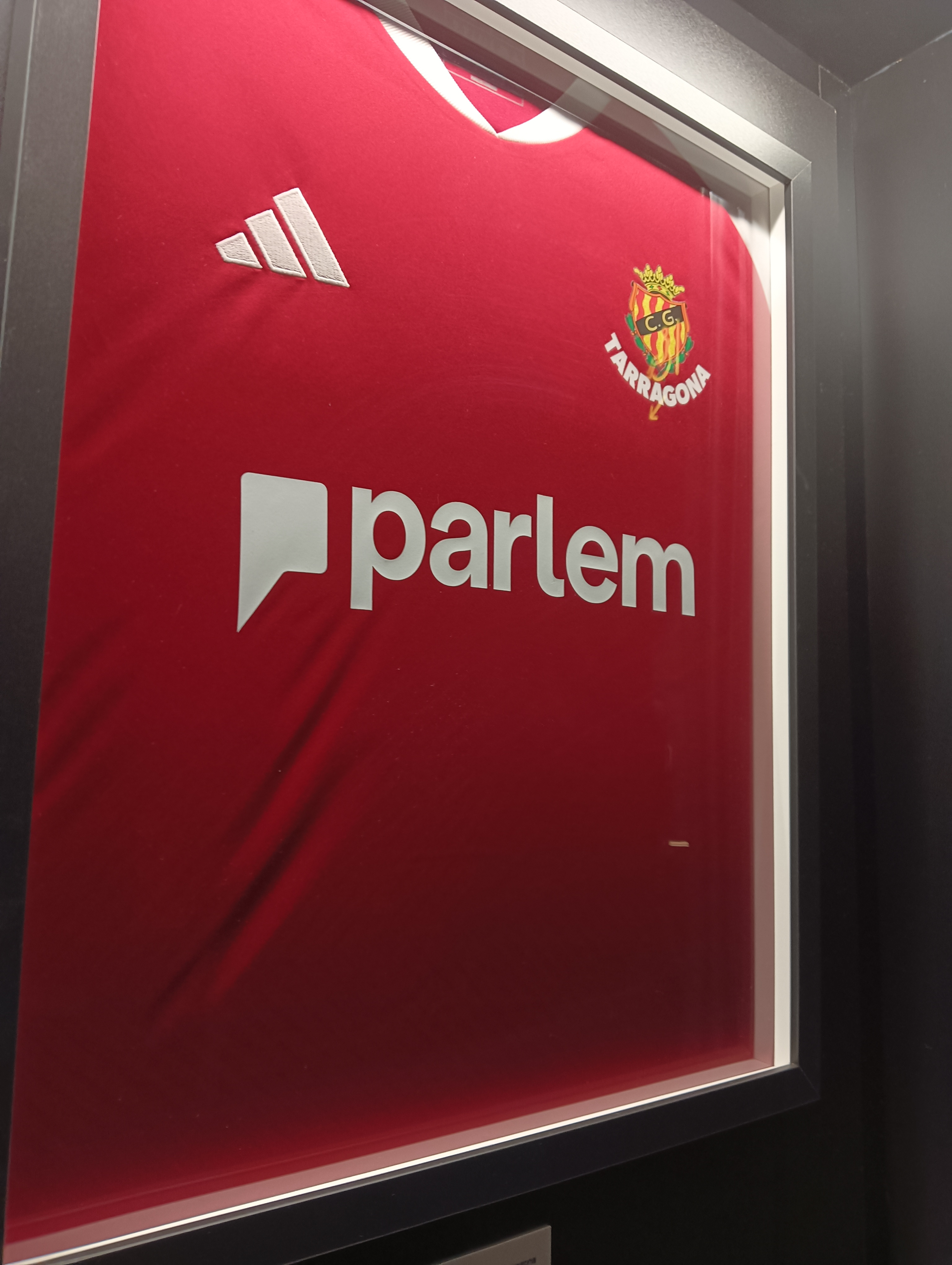
Samareta Gimnastic.

El Club Gimnàstic és una entitat poliesportiva de la ciutat de Tarragona que, a més d'equips de futbol, compte amb vuit disciplines esportives més. Aquestes disciplines s'estructuren com a seccions esportives dins l'organigrama del club. En l'actualitat, totes les seccions del Nàstic tenen un caràcter social i amateur.

### Vigents
- Atletisme (1914 – 1942 / 1956)
- Futbol sala (1997 – 1999 / 2001)
- Tennis (1915 – 1958 / 1972)
- Tennis taula (1940 – 1944 / 1955 – 1960 / 1979)
- Pilota (1951)
- Patinatge artístic (2012)
- Patinatge de velocitat (2012)
- Gimnàstica rítmica (1980)

### Desaparegudes
- Excursionisme (1907 – 1927)
- Esgrima (1902 – 1911)
- Gimnàstica (1886 – 1962)
- Nàutica (1915 – 1920)
- Ciclisme (1907 – 1924 / 1941 – 1944)
- Hoquei patins (1943 – 1944 / 1956 – 1958 / 1968)
- Hoquei terra (1923 – 1935)
- Basquetbol (1929 – 1935 / 1941 – 1954 / 1960 – 2011)
- Boxa (1918 – 1923)
- Handbol (1981 – 1987)

## La secció de futbol
La secció de futbol no va ser creada fins a l'any 1914, després de diversos intents no reeixits capitanejats per l'sportsman William Tarin. Tot i això, no és fins a la temporada 1943-1944 que el Club Gimnàstic no comença a competir a la Tercera Divisió. La lliga la formen equips de Catalunya, Balears i del País Valencià (Girona FC, At. Balears, Lleida, Martinenc i RCD Mallorca, entre d'altres). El seu pas seria efímer, ja que la temporada 1944/45 aconseguia l'ascens a la Segona Divisió.
El club tarragoní aconseguia assentar-se a la nova categoria i més tard, a la temporada 1946/47, aconsegueix el seu primer ascens a la Primera Divisió. Aquell mateix any obté la seva millor classificació en el campionat de Copa en assolir les semifinals, on va caure a mans de l'Espanyol, després d'haver eliminat a l'Sporting de Gijón a la primera eliminatòria, al Racing de Santander a vuitens i al FC Barcelona a quarts de final.
La primera temporada del Nàstic a primera divisió acaba amb una setena plaça. Però aquella temporada és recordada per un altre motiu. El 14 de desembre de 1947, el Reial Madrid inaugurava l'Estadi de Chamartín, actual Estadi Santiago Bernabéu, i el conjunt blanc ajornava el partit de lliga contra l'Athletic Club per al dia 28 de desembre. Resultat final 5-1 favorable als blancs. L'11 de gener de 1948, en una visita al Bernabéu, el club tarragoní aconsegueix un resultat favorable: 1-3. Així, el Nàstic entrava a la història del club blanc com el primer equip a guanyar al Santiago Bernabéu i, a més, es va convertir en l'únic equip que fins avui dia ha sortit victoriós de la seva primera visita al coliseu blanc.
El Nàstic aconsegueix jugar dues temporades més a Primera Divisió, fins que la temporada 1949/50 es consuma el descens després de perdre en la promoció contra l'Alcoià. El conjunt tarragoní romandria a l'elit fins a la temporada 1952/53 en la qual va tornar a perdre la categoria per retornar a jugar a la tercera divisió.
El club viu uns anys de crisi esportiva, on es passeja per tots els camps de tercera fins que la temporada 1971/72, coincidint amb l'estrena de les instal·lacions de la Budallera, l'equip torna a jugar a segona divisió. El 2 de febrer de 1972 s'inaugurà el Nou Estadi, sota el mandat de José Luis Calderón. El Nàstic romandrà quatre temporades consecutives a la segona divisió, i en les alineacions apareixen jugadors com Ángel Garcia, Santi Coch, Ismael Bañeras o Romà Cunillera. La temporada 1979/80 el conjunt tarragoní farà un pas efímer per la divisió de plata i s'instal·larà de manera gairebé assídua a la segona divisió B, categoria estrenada la temporada 1978/79.
L'equip jugà més de vint anys en aquesta nova categoria, alterada per algun descens a la tercera divisió. La temporada 1985/86, coincidint amb els actes del centenari del club l'equip baixa a tercera. La darrera militància del Club Gimnàstic a tercera es produeix la temporada 1990/91.
El club viu immers en la mediocritat i la temporada 1994/95 està a punt de baixar un altre cop. Se salva en una promoció, primer contra el Fuenlabrada i després contra el Casetas. El juliol de 1995 arriba a Tarragona Jordi Gonzalvo. L'equip format per alguns jugadors de la temporada anterior (Rubio, Menchi, Oribe, Arumí, Ramírez, Escoda, Grabulosa, Torres, etc.) i pels fitxatges fets pel tècnic barceloní (Naranjo, Espigulé, Fran Figueroa, Moska, etc.) va acabar segon a la lliga darrere del Llevant. El grup de la promoció d'ascens a segona divisió el formaven el mateix Nàstic juntament amb UD Las Palmas, Elx CF i la Cultural Leonesa. El conjunt canari va ser el que va aconseguir l'ascens.
La temporada 1996/97 Jordi Gonzalvo va tornar a repetir plaça d'entrenador a Tarragona i va aconseguir conjuntar un equip amb l'atac tan temible de la temporada anterior però amb una defensa molt més bona. L'equip acaba primer de grup en la seva lliga però no passa la lligueta d'ascens davant de Numància, Recreativo i Manchego.
La temporada 1997/98 acaba amb un relleu en la junta directiva. Deixa el seu càrrec Antoni Vallverdú i deixa el lloc a José Luis Garcia. Després de dos fracassos, la temporada 2000/01, l'equip, de la mà d'un altre tècnic barceloní, Josep Maria Nogués, torna al lloc que li correspon, s'aconsegueix l'anhelat ascens a Segona Divisió A, tot i que el pas de l'equip torna a ser efímer.
A la temporada 2001/02 l'equip no serà capaç de mantenir la categoria i tornarà a la Segona B un any després. Entre els jugadors d'aquell equip, Albert Tomàs, Ramis, Bruno Saltor, Javi Ruiz, Pinilla, Ibán Pérez i l'ídol local, Ángel Cuellar.
La temporada 2002/03 es treballa de la mà del secretari tècnic Ángel Garcia i del tècnic valencià José Carlos Granero, per tornar l'equip a la segona divisió, però les coses no van bé, Granero és destituït i la temporada acaba sense l'ascens.
La temporada 2003/04 s'inicia amb el mateix objectiu que l'anterior, de la mà de Jordi Vinyals i Alfons Muñoz. L'equip aconsegueix l'ascens de categoria a la divisió de plata del futbol espanyol guanyant 2-0 l'Ourense en el Nou Estadi.
Les dues següents temporades, el Nàstic es va mantenir a Segona divisió de la mà del tècnic gallec Luis César Sampedro. La temporada 2004/05 va aconseguir el 7è lloc de la classificació i la 2005/06 aconsegueix l'ascens a Primera després de l'ascens aconseguit el 3 de juny de 2006 a l'estadi de Chapín (Xerès), tot aconseguint, a més, el rècord de victòries a domicili de forma consecutiva: del 5 de novembre de 2005 fins al 23 d'abril de 2006 el Nàstic va guanyar tots els partits fora de casa.
La temporada 2006/07 fou la del retorn històric a la primera divisió. L'equip però, no pogué mantenir la categoria, acabant últim a la classificació i retornant a la segona divisió.
La temporada 2007/08 no va tenir l'èxit esperat, ja que l'equip va estar sempre lluny de les places d'ascens. El quadre grana va tenir dos entrenadors (Javi López i César Ferrando), finalitzant en la 13a posició, amb un total de 52 punts, dos per sobre de les places de descens i a 20 de la tercera plaça.
La temporada 2014/15 l'equip aconsegueix el retorn a la segona divisió. Després d'encapçalar la classificació del grup III de la segona divisió B, es va veure encreuat en l'eliminatòria d'accés directe contra l'Osca. En l'anada disputada a l'estadi de l'Alcoraz, es va mantenir el 0-0 al marcador mentre que a la tornada al Nou Estadi es va consumar l'ascens a la divisió de plata després de guanyar per 3 a 1.
La temporada 2015/16, el Nàstic va quedar 3r classificat amb 71 punts. Però va quedar eliminat en l'eliminatòria davant l'Osasuna. A l'anada, a l'Estadi El Sadar, van quedar 3-1 i a la tornada al Nou Estadi, 2-3. Les dues següents temporades, el Nàstic es va poder salvar amb 52 en cadascuna ocupant la catorzena i quinzena posició respectivament. Però finalment, la temporada 2018/19, l'equip va descendir a Segona B realitzant un total de 36 punts i acabant la competició en la vintena posició.

## Jugadors i entrenadors
Jugadors amb més partits jugats:
- Santi Coch, 17 Temp, (1977-94), 528 partits oficials
- Isma Bañeras, 13 Temp, (1976-89), 469 partits oficials
- Romà Cunillera, 12 Temp, (1976-88), 392 partits oficials

Màxims golejadors:
- Valero Serer, 10 Temp, (1959-70), 181 gols
- Rafa Grau, 4 Temp, (1954-58), 87 gols
- Cinto López, 6 Temp, (1966-72), 77 gols

Porters que més partits han jugat:
- Rubén Pérez, 9 Temp, (2006-14), 238 partits oficials
- Joaquín Palomo, 5 Temp, (1980-85), 182 partits oficials
- Rafa Arumí, 5 Temp, (1991-96), 168 partits oficials
- Enric Coch, 8 Temp, (1984-92), 161 partits oficials
- Manolo Reina, 4 Temp, (2013-17), 137 partits oficials

### Plantilla 2025-26
Aquesta és la plantilla del Gimnàstic de Tarragona per a la temporada 2025-26 a la Primera RFEF.
- Entrenador:  Luis César Sampedro
- 2n Entrenador:  Juan Vizcaíno
- Preparador físic:  Jordi Abella
- Entrenador de proters:  Manolo Oliva

| Número     | Nom              | Nacionalitat | Posició | Data de naixement (Edat) | Últim equip                 | Des de  | Contracte                |
| Porters    | Porters          | Porters      | Porters | Porters                  | Porters                     | Porters | Porters                  |
| ---------- | ---------------- | ------------ | ------- | ------------------------ | --------------------------- | ------- | ------------------------ |
| 1          | Dani Rebollo     |              | POR     | 10 de desembre de 1999   | Reial Saragossa             | 2024/25 | 30 de juny del 2026      |
| 13         | Toni Fuidias     |              | POR     | 15 d'abril de 2001       | Girona FC (cedit)           | 2025/26 | 30 de juny del 2026      |
| Defenses   |                  |              |         |                          |                             |         |                          |
| 2          | Sergio Camus     |              | LD      | 19 d'abril de 1997       | SD Tarassona                | 2025/26 | 30 de juny del 2026 (+1) |
| 3          | Nil Jiménez      |              | LE      | 24 d'abril de 2000       | SD Ponferradina             | 2024/25 | 30 de juny del 2026      |
| 4          | David Alba       |              | DFC     | 5 de maig de 1999        | CF Fuenlabrada              | 2025/26 | 30 de juny del 2027      |
| 5          | César Morgado    |              | DFC     | 26 de gener de 1993      | FC Andorra                  | 2025/26 | 30 de juny del 2026 (+1) |
| 6          | Mangel Prendes   |              | DFC     | 28 de juny de 2001       | CD Arenteiro                | 2025/26 | 30 de juny del 2027      |
| 7          | David Juncà      |              | LE      | 16 de novembre de 1993   | Inter d'Escaldes            | 2024/25 | 30 de juny del 2026      |
| 20         | Sergio Santos    |              | LD      | 3 de gener de 2001       | Real Unión de Irún          | 2025/26 | 30 de juny del 2027      |
| 21         | Enric Pujol      |              | DFC     | 19 de maig de 2006       | filial                      | 2025/26 | 30 de juny del 2027      |
| 29         | Oriol Subirats * |              | LD      | 3 de juny de 2007        | filial                      | -       | 30 de juny del 2026      |
| -          | José Calderón    |              | LE      | 7 de gener de 2000       | Còrdova CF                  | 2025/26 | 30 de juny del 2026 (+1) |
| Migcentres |                  |              |         |                          |                             |         |                          |
| 8          | Marc Montalvo    |              | MC      | 9 d'abril de 2002        | filial                      | 2022/23 | 30 de juny del 2026      |
| 14         | Óscar Sanz 1r    |              | MC      | 8 de març de 2000        | filial                      | 2021/22 | 30 de juny del 2026      |
| 15         | Fernando Torres  |              | MC      | 17 d'agost de 2004       | Boyacá Patriotas FC (cedit) | 2025/26 | 30 de juny del 2026      |
| 16         | Wilfrid Kaptoum  |              | MC      | 7 de juliol de 1996      | MGS Panserraïkos            | 2025/26 | 30 de juny del 2026 (+1) |
| 27         | Agus Gutiérrez * |              | MC      | 1 de gener de 2006       | filial                      | -       | -                        |
| Davanters  |                  |              |         |                          |                             |         |                          |
| 9          | Cedric Omoigui   |              | DC      | 11 de novembre de 1994   | CF Fuenlabrada              | 2025/26 | 30 de juny del 2028      |
| 10         | Jaume Jardí      |              | ED      | 7 d'abril de 2002        | Real Madrid Castilla CF     | 2023/24 | 30 de juny del 2026      |
| 11         | Alex Jiménez     |              | DC      | 21 de setembre de 2003   | Vila-real CF "C"            | 2024/25 | 30 de juny del 2026      |
| 17         | Pau Martínez     |              | ED      | 10 de novembre de 2000   | Unionistes CF               | 2025/26 | 30 de juny del 2027      |
| 19         | Juanda Fuentes   |              | EE      | 19 de maig de 2003       | FC Andorra (cedit)          | 2025/26 | 30 de juny del 2026      |
| 23         | Marcos Baselga   |              | DC      | 15 de febrer de 1999     | CD Arenteiro                | 2025/26 | 30 de juny del 2026 (+1) |
| -          | Marc Álvarez     |              | EE      | 7 de juny de 2001        | filial                      | 2022/23 | 30 de juny del 2026      |

Per veure les plantilles de temporades anteriors i més informació sobre els fitxatges a l'article Temporades del Nàstic.
*  Jugadors amb fitxa de la Pobla de Mafumet.

#### Jugadors cedits
| Nom            | Nacionalitat | Posició | Data de naixement (Edat) | Últim equip | Des de  | Contracte | Equip cedit |
| -------------- | ------------ | ------- | ------------------------ | ----------- | ------- | --------- | ----------- |
| Guillem Barrés |              | DFC     | 4 de desembre de 2006    | filial      | 2025/26 | -         | UE Olot     |

## Instal·lacions esportives
A finals dels anys 60 el complex esportiu de l'Avinguda Catalunya s'havia quedat obsolet. Així doncs, el president José Luís Calderón va decidir vendre els terrenys de l'estadi i comprar una gran finca a la Budallera, a l'est de la ciutat. Les obres van començar l'any 1970 i van ser inaugurades dos anys després. El complex va ser concebut com un gran campus esportiu molt modern per a l'època, amb estadi de futbol, pavelló cobert, piscina, pistes de tennis i diversos camps d'entrenament, tot a tocar de la platja de l'Arrabassada. Actualment les instal·lacions estan integrades dins del barri de la Vall de l'Arrabassada. Totes les instal·lacions esportives pertanyen al Club Gimnàstic de Tarragona. La Societat Anònima esportiva del Gimnàstic no té cap propietat.

### El Nou Estadi Costa Daurada
El Nou Estadi Costa Daurada va ser inaugurat l'1 de febrer del 1972 amb un partit contra el FC Barcelona. Quan es va inaugurar tenia una capacitat de 18.000 espectadors repartits en tres graderies simples i una tribuna coberta de dos pisos, tot envoltant un camp de 105×67 metres. Amb el temps la capacitat va disminuir quan s'hi van instal·lar seients a tot el perímetre, fins a quedar reduïda a 11.000 espectadors. L'any 1994 el batlle de la ciutat, Joan Miquel Nadal, va oferir al club la possibilitat de comprar el camp per a poder eixugar el dèficit econòmic que arrossegava el club. L'Ajuntament va municipalitzar l'estadi per 187.713.000 milions de pessetes.
Originalment l'estadi va portar el nom José Luís Calderón, el president sota qui es va començar-ne la construcció, però sempre va ser conegut com La Budallera, el nom de finca on es troba, o simplement Nou Estadi. Amb el temps, el nom del president va desaparèixer i va passar a anomenar-se oficialment Nou Estadi de Tarragona.
L'any 2005 es van detectar deficiències estructurals a graderia del Gol de Mar, el que va obligar a demolir-la i construir-ne una de nova. També es va aprofitar per instal·lar seients individuals a tot l'estadi, seguint un patró grana i blanc.
Amb motiu del segon ascens a Primera Divisió de la història del club, l'estiu del 2006 l'estadi es va modernitzar, afegint una segona graderia sobre Preferent que va incrementar la capacitat del camp fins als 14.591 espectadors. A més, es van dotar l'estadi d'un videomarcador, una Unitat de Control Operatiu (UCO) i torns a les portes d'accés, requeriments de la Lliga de Futbol Professional per autoritzar la celebració de partits del màxim nivell.
Actualment, el Nou Estadi de Tarragona consta de tres sectors diferenciats de grades:
- Tribuna: Dividida en Tribuna Baixa i Tribuna Alta, és on es troben la majoria de dependències de l'estadi, com la llotja presidencial, el museu del club, les cabines i la sala de premsa i els vestuaris dels jugadors. S'hi accedeix a través de les portes 5, 6 i 7.

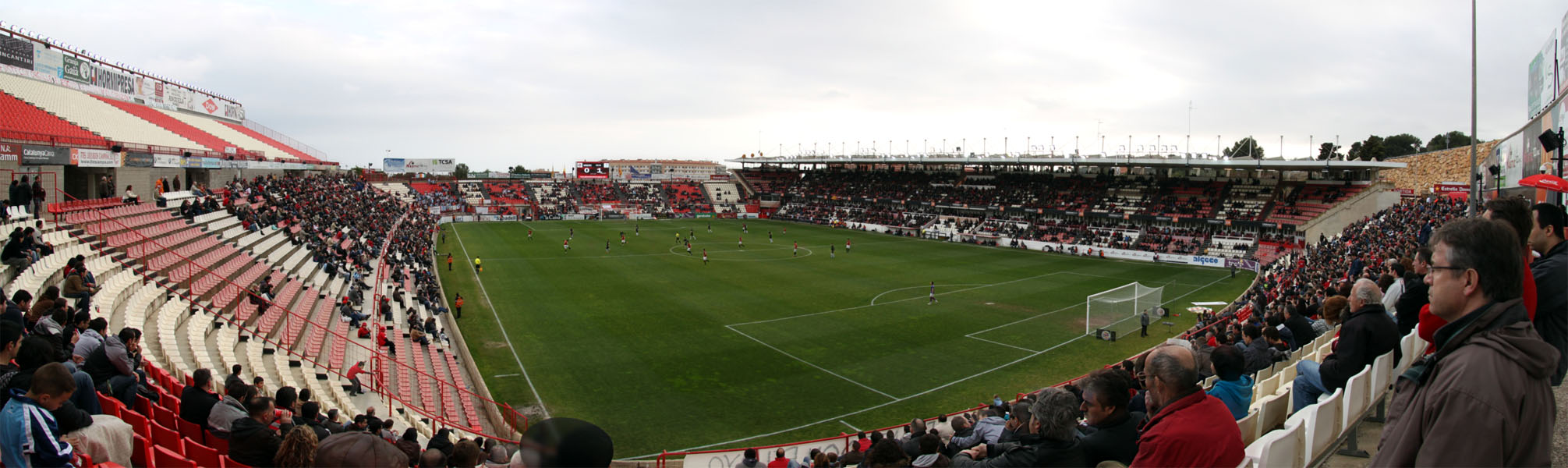
El Nou Estadi vist des de la cantonada de Gol de Muntanya amb Preferent Baixa

- Preferent: Dividida en Preferent Baixa i Preferent Alta, abasta tot el lateral del camp oposat a Tribuna. S'hi accedeix per la porta 2.
- Gols: Anomenats Gol de Mar i Gol de Muntanya, el primer conté la botiga oficial del club, actualment operada per Hummel, així com l'àrea reservada per a l'afició visitant, l'anomenat formatget. S'hi accedeix a través de les portes 3 i 4 (Mar) i 0 i 8 (Muntanya)

### Pavelló del Nàstic
El Club disposa d'un pavelló esportiu cobert en el qual es disputen diferents competicions de les diverses seccions del Club. El pavelló va inaugurar-se sota el mandat del president Antoni Vallverdu l'any 1993. Té una capacitat de 1100 espectadors. Està ubicat a tocar de la tribuna de l'estadi i allotja les oficines tant del Club Gimnàstic com de la SAE.

### Els annexos
El complex també disposa de dos camps d'entrenament, un situat entre la tribuna del Nou Estadi i el pavelló i l'altre ubicat darrere del Gol de Mar. És on s'entrenen habitualment els integrants del primer equip i a on competeixen alguns equips del planter del club.

### Pistes i piscina
A pocs metres de l'estadi de futbol es troben diverses pistes de tennis i pàdel, així com una piscina a l'aire lliure. Les instal·lacions van ser inaugurades l'any 1973. Al llarg dels anys ha patit diferents reformes per a condicionar-les.

## Títols (secció de futbol)
- Copa Catalunya de futbol:
  - 2007, 2012 i 2017
- Campionat de Catalunya de Segona Categoria:
  - 1926-27
- Copa de la Lliga de Segona B:
  - 1983-84
- Segona Divisió B:
  - 1996-97, 2014-15
- Tercera Divisió:
  - 1944-45, 1954-55, 1960-61, 1965-66, 1966-67, 1971-72, 1977-78
- Campionat de Catalunya d'Aficionats:[11]
  - 1957
- Torneig Nostra Catalunya:
  - 1980, 1983, 1986
- Trofeu Moscardó:
  - 1960
- Copa Ron Negrita-Bardinet:[12][13]
  - 1944
- Lliga Regional Catalana:
  - 1940[14]

## Temporades
Comptant la temporada 2025-26, el club ha militat 4 temporades a Primera Divisió, 22 a Segona Divisió, 5 a Primera RFEF, 27 a Segona Divisió B i 25 a Tercera Divisió.
| - 1943-44: 3a Divisió 2n - 1944-45: 3a Divisió 1r - 1945-46: 2a Divisió 3r - 1946-47: 2a Divisió 2n - 1947-48: 1a Divisió 7è - 1948-49: 1a Divisió 9è - 1949-50: 1a Divisió 13è - 1950-51: 2a Divisió 15è - 1951-52: 2a Divisió 13è - 1952-53: 2a Divisió 14è - 1953-54: 3a Divisió 10è - 1954-55: 3a Divisió 1r - 1955-56: 3a Divisió 4t - 1956-57: 3a Divisió 6è - 1957-58: 3a Divisió 8è - 1958-59: 3a Divisió 2n - 1959-60: 3a Divisió 9è - 1960-61: 3a Divisió 1r - 1961-62: 3a Divisió 3r - 1962-63: 3a Divisió 6è - 1963-64: 3a Divisió 3r |  | - 1964-65: 3a Divisió 3r - 1965-66: 3a Divisió 1r - 1966-67: 3a Divisió 2n - 1967-68: 3a Divisió 3r - 1968-69: 3a Divisió 2n - 1969-70: 3a Divisió 7è - 1970-71: 3a Divisió 16è - 1971-72: 3a Divisió 1r - 1972-73: 2a Divisió 16è - 1973-74: 2a Divisió 6è - 1974-75: 2a Divisió 13è - 1975-76: 2a Divisió 20è - 1976-77: 3a Divisió 11è - 1977-78: 3a Divisió 1r - 1978-79: 2a Divisió B 2n - 1979-80: 2a Divisió 19è - 1980-81: 2a Divisió B 9è - 1981-82: 2a Divisió B 11è - 1982-83: 2a Divisió B 5è - 1983-84: 2a Divisió B 5è - 1984-85: 2a Divisió B 13è |  | - 1985-86: 2a Divisió B 14è - 1986-87: 3a Divisió 4t - 1987-88: 2a Divisió B 8è - 1988-89: 2a Divisió B 9è - 1989-90: 2a Divisió B 17è - 1990-91: 3a Divisió 2n - 1991-92: 2a Divisió B 9è - 1992-93: 2a Divisió B 10è - 1993-94: 2a Divisió B 11è - 1994-95: 2a Divisió B 16è - 1995-96: 2a Divisió B 2n - 1996-97: 2a Divisió B 1r - 1997-98: 2a Divisió B 15è - 1998-99: 2a Divisió B 16è - 1999-00: 2a Divisió B 9è - 2000-01: 2a Divisió B 2n - 2001-02: 2a Divisió 20è - 2002-03: 2a Divisió B 9è - 2003-04: 2a Divisió B 3r - 2004-05: 2a Divisió 7è - 2005-06: 2a Divisió 2n |  | - 2006-07: 1a Divisió 20è - 2007-08: 2a Divisió 14è - 2008-09: 2a Divisió 10è - 2009-10: 2a Divisió 18è - 2010-11: 2a Divisió 18è - 2011-12: 2a Divisió 22è - 2012-13: 2a Divisió B 6è - 2013-14: 2a Divisió B 4t - 2014-15: 2a Divisió B 1r - 2015-16: 2a Divisió 3r - 2016-17: 2a Divisió 14è - 2017-18: 2a Divisió 15è - 2018-19: 2a Divisió 20è - 2019-20: 2a Divisió B 14è - 2020-21: 2a Divisió B 4t - 2021-22: 1a RFEF 4t - 2022-23: 1a RFEF 8è - 2023-24: 1a RFEF 2n - 2024-25: 1a RFEF 5è - 2025-26: 1a RFEF |  |  |

 - Ascens
 - Descens

## Trofeu Ciutat de Tarragona
El Trofeu Ciutat de Tarragona és un torneig amistós de futbol que organitza el Gimnàstic de Tarragona a finals d'estiu com a presentació de la nova temporada. S'hi han enfrontat clubs com l'Athletic Club de Bilbao, l'Espanyol, el Vila-real CF o el SBV Vitesse neerlandès.
El trofeu és una peça escultòrica dissenyada pel joier Joan Blàzquez inspirat en el pilar caminant de la festa major de Santa Tecla

## Presidents
Els últims presidents del consell d'administració del club han sigut:
| President                  | Període   |
| -------------------------- | --------- |
| Antoni Vallverdú Llauradó  | 1990-1998 |
| José Luis García           | 1998-2001 |
| Josep Maria Andreu i Prats | 2001-2006 |
| Raül Font                  | 2006-2007 |
| Xavier Salvadó             | 2007-2009 |
| José María Fernández Plaza | 2009-2012 |
| Josep Maria Andreu i Prats | 2012-2024 |
| Lluís Fàbregas Mateu       | 2024-     |